# Kōshū, Yamanashi
Kōshū (甲州市 Kōshū-shi) là một thành phố thuộc tỉnh Yamanashi, Nhật Bản.